# Armatocereus
Armatocereus ist eine Pflanzengattung aus der Familie der Kakteengewächse (Cactaceae). Der botanische Name der Gattung leitet sich vom lateinischen Wort „arma“ für Waffen ab und bedeutet Bewaffneter Cereus.

## Beschreibung
Die Arten der Gattung Armatocereus wachsen buschig oder baumartig. Die kräftigen, aufrechten oder aufsteigenden, zylindrischen Triebe sind jährlich verengt und so mehr oder weniger gegliedert. Die stark ausgeprägten 3 bis 16 Rippen haben große Areolen aus denen für gewöhnlich kräftige und nur selten schwache Dornen entspringen, die selten auch ganz fehlen.
Die ziemlich großen, röhrenförmigen bis eingeengt trichterförmigen Blüten sind weiß oder selten rot und öffnen sich in der Nacht. Die Areolen des Blütenbechers und der Blütenröhre sind filzig und für gewöhnlich bedornt. Die Staubblätter sind im oberen Bereich der Röhre angeheftet.
Die großen, kugel- bis eiförmigen Früchte sind rot oder grün und besitzen ein weißes, fleischiges Fruchtfleisch sowie bei Fruchtreife abfallende Dornen. Der Blütenrest ist ausdauernd. Die großen, eiförmig bis nierenförmigen Samen sind schwarz.

## Systematik und Verbreitung
Die Arten der Gattung Armatocereus sind hauptsächlich in den Anden von Kolumbien, Ecuador und Peru verbreitet.
Die Erstbeschreibung der Gattung wurde 1938 von Curt Backeberg vorgenommen. Die Typusart der Gattung ist Armatocereus laetus.

### Systematik nach N.Korotkova et al. (2021)
Die Gattung umfasst folgenden Arten:
- Armatocereus cartwrightianus (Britton & Rose) Backeb. ex A.W.Hill
- Armatocereus godingianus (Britton & Rose) Backeb. ex E.Salisb.
  - Armatocereus godingianus subsp. godingianus
  - Armatocereus godingianus subsp. brevispinus (Madsen) D.R.Hunt
- Armatocereus laetus (Kunth) Backeb.
- Armatocereus matucanensis Backeb. ex A.W.Hill
- Armatocereus procerus Rauh & Backeb.
- Armatocereus rauhii Backeb.
  - Armatocereus rauhii subsp. rauhii
  - Armatocereus rauhii subsp. balsasensis (F.Ritter) Ostolaza
- Armatocereus riomajensis Rauh & Backeb.

### Systematik nach E.F.Anderson/Eggli (2005)
Zur Gattung gehören die folgenden Arten:
- Armatocereus arduus F.Ritter = Armatocereus rauhii subsp. balsasensis (F.Ritter) Ostolaza
- Armatocereus brevispinus Madsen ≡ Armatocereus godingianus subsp. brevispinus (Madsen) D.R.Hunt
- Armatocereus cartwrightianus (Britton & Rose) Backeb. ex A.W.Hill
- Armatocereus godingianus (Britton & Rose) Backeb. ex E.Salisb.
- Armatocereus humilis (Britton & Rose) Backeb. ≡ Stenocereus humilis (Britton & Rose) D.R.Hunt
- Armatocereus laetus (Kunth) Backeb. ex A.W.Hill
- Armatocereus mataranus F.Ritter = Armatocereus matucanensis Backeb. ex A.W.Hill
  - Armatocereus mataranus subsp. mataranus
  - Armatocereus mataranus subsp. ancashensis (F.Ritter) Ostolaza = Armatocereus matucanensis Backeb. ex A.W.Hill
- Armatocereus matucanensis Backeb. ex A.W.Hill
- Armatocereus oligogonus Rauh & Backeb. = Armatocereus laetus (Kunth) Backeb.
- Armatocereus procerus Rauh & Backeb.
- Armatocereus rauhii Backeb.
  - Armatocereus rauhii subsp. rauhii
  - Armatocereus rauhii subsp. balsasensis (F.Ritter) Ostolaza
- Armatocereus riomajensis Rauh & Backeb.
- Armatocereus rupicola F.Ritter = Armatocereus matucanensis Backeb. ex A.W.Hill

## Nachweise